# Ferreux-Quincey
Ferreux-Quincey är en kommun i departementet Aube i regionen Grand Est (tidigare regionen Champagne-Ardenne) i nordöstra Frankrike. Kommunen ligger  i kantonen Nogent-sur-Seine som ligger i arrondissementet Nogent-sur-Seine. År 2022 hade Ferreux-Quincey 405 invånare.

## Befolkningsutveckling
Antalet invånare i kommunen Ferreux-Quincey
Referens: INSEE